# Nkulu Mitumba Kilombo
Norbert Nkulu Kilombo Mitumba est un homme politique du Congo-Kinshasa. Il est membre du gouvernement, ministre d’État près le président de la République du gouvernement Gizenga du 5 février 2007 au 26 octobre 2008.
Ce membre du Parti du peuple pour la reconstruction et la démocratie (PPRD) a travaillé dans le Cabinet du chef de l'État en tant que conseiller principal du collège juridique et administratif avant d’être nommé directeur de cabinet adjoint et ministre de la justice en 2015.

## Biographie
Il est originaire du territoire de Malemba-Nkulu dans la province du Haut-Lomami (ex-province du Katanga).